# ニューヨーク・マーカンタイル取引所

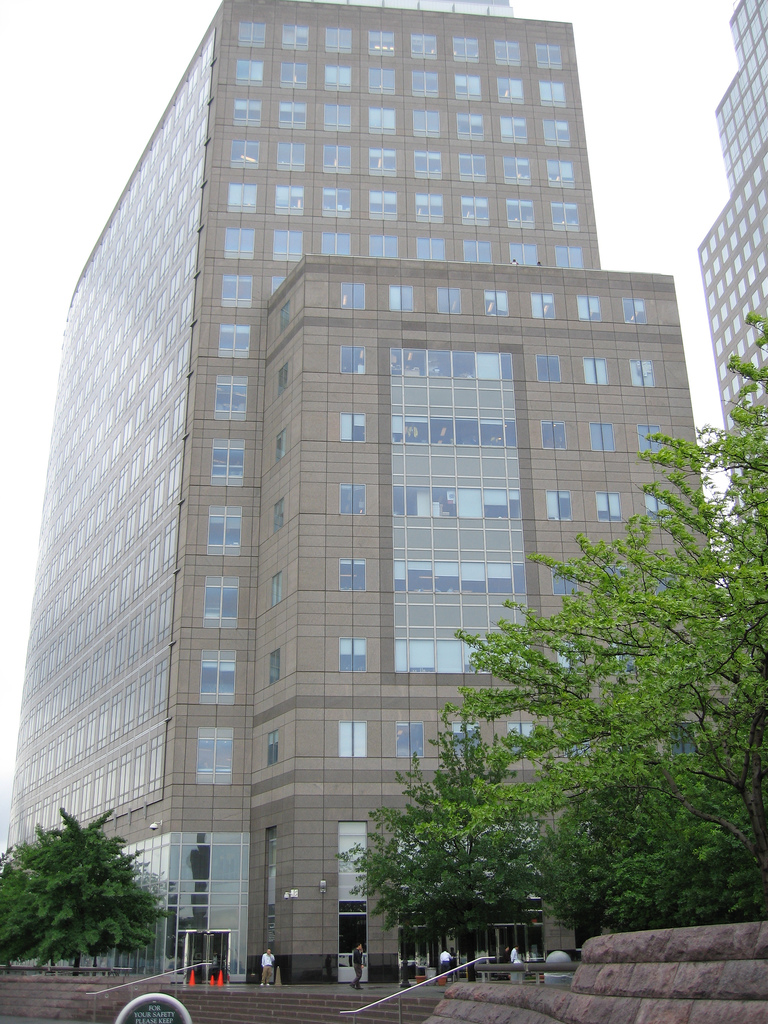
ニューヨーク・マーカンタイル取引所

ニューヨーク・マーカンタイル取引所（ニューヨーク・マーカンタイルとりひきじょ、英: New York Mercantile Exchange、略称：NYMEX）は、シカゴ・マーカンタイル取引所（CME）グループのアメリカ合衆国ニューヨークにある商品先物取引所である。ニューヨーク商品取引所（ニューヨークしょうひんとりひきじょ、英: Commodity Exchange, Inc、略称：COMEX）は、ニューヨーク・マーカンタイル取引所傘下の商品先物取引所。なお、インターコンチネンタル取引所 (ICE) 傘下の「ICE Futures U.S.」という取引所（かつてニューヨーク商品取引所 (NYBOT) と呼ばれていた）があるが、これは別の取引所である。

## 概要
商品先物取引所（NYMEX）と商品取引所 (COMEX) が、ニューヨーク・マーカンタイル取引所の2つの主要な部門である。かつて別々であったが合併された。かつて、親会社である NYMEX Holdings, Incは、2006年11月17日からニューヨーク証券取引所に上場していたが、2008年8月22日に、シカゴ・マーカンタイル取引所の運営会社であるCMEグループ（CME）によって買収され、上場廃止となった。

## 沿革
取引所は19世紀の中頃、商品売買を容易にする目的で、街中の市場（いちば）を組織化したのが始まりだとされている。市場は、売主・買主ともに対し、商品に関する品質・規格・ビジネスルールを設けた。1800年代後半までには、約1,600もの市場が港や鉄道の駅周辺に興り、1872年には、マンハッタンの酪農商人達が集まって、ニューヨーク・バター・チーズ取引所を組成。まもなく、卵の取引が主要ビジネスへと存在感を増したことからバター・チーズ・卵取引所に名称変更。1882年、ドライフルーツ・缶詰・鶏肉の取引が開始されたことから、最終的に名称をニューヨーク・マーカンタイル取引所へ変更。
20世紀前半には、ニューヨークやシカゴといった主要な倉庫街のある都市では、小さな都市の取引所から商機を譲り受けることとなり、その結果、小都市の取引所は消滅していった。1933年に、4つの中小取引所である国家金属取引所、ニューヨーク・ゴム取引所、国家生糸取引所、ニューヨーク・ハイド取引所の合併により、COMEXが設立された。1994年8月3日には、ニューヨーク・マーカンタイル取引所とCOMEXは、ニューヨーク・マーカンタイル取引所として最終的に合併。現在、ニューヨーク・マーカンタイル取引所は、2つの立会場をマンハッタンの商業地区、ワールドファイナンシャルセンターに置き、取り引きを行っている。2008年8月18日には、シカゴ・マーカンタイル取引所との合併に関する議案が株主総会で承認可決され、CMEグループの傘下に入ることとなった。

## 取扱商品先物
- NYMEX部門
  - 石炭
  - 原油
  - 電力
  - ガソリン
  - 灯油
  - 天然ガス
  - パラジウム
  - プラチナ
  - プロパン
  - ウラニウム
- COMEX部門
  - アルミニウム
  - 銅
  - 金
  - 銀